# 愛新覚羅奕劻
愛新覚羅 奕劻（あいしんかくら えききょう、アイシンギョロ・イクワン、満州語：ᠠᡳᠰᡳᠨ
ᡤᡳᠣᡵᠣ
ᡳ ᡴᡠᠸᠠᠩ、転写：aisin-gioro i-kuwang、道光18年2月29日（1838年11月16日） - 1917年（民国6年）1月28日）は、清末期から中華民国初期の皇族。乾隆帝の曾孫で咸豊帝は又従兄に当たる。

## 生涯
輔国公綿性（慶僖親王永璘の六男）の長男として誕生、伯父の鎮国公綿悌の養子に入る。
- 道光30年（1850年）、輔国将軍（中国語版）を襲名する。
- 咸豊2年（1852年）正月にベイセ（中国語版）（貝子）に封じられる。
- 同10年（1860年）正月、咸豊帝の満30歳を祝してベイレ（貝勒）に進む。
- 同治11年（1872年）9月、同治帝の結婚により更に郡王位が与えられ、御前大臣に任じられる。
- 光緒10年3月（1884年）に咸豊帝の弟・恭親王奕訢が失脚すると、後任として総理各国事務衙門を預けられ総理衙門大臣となる。
- 同年10月、慶郡王に進む。
- 同11年（1885年）、海軍力の集中運用を企図して総理海軍事務衙門が設立されると、その総理で奕訢の弟醇親王奕譞の下で李鴻章と共に会弁に任命される。
- 同12年2月（1886年）、内廷行走に任じられる。
- 同15年（1889年）正月、右宗正に任命される。光緒帝の結婚によって四団正竜補服を下賜され、長男の載振は頭品頂戴を下賜される。
- 同20年（1894年）、西太后の還暦の祝いに、西太后の命令で慶親王に封じられる。同年に日清戦争が勃発、開戦前にイギリスが示した日本との調停案を拒絶。
- 同24年（1898年）9月、中国を訪問した日本の元首相・伊藤博文と北京で会談。
- 同26年（1900年）の義和団の乱に際しては、西太后が太原に避難しても北京に留まり、李鴻章と共に各国との和平交渉を行った（最終議定書が北京議定書）。
- 同27年6月（1901年）、和平交渉での列強諸国の要求を容れる形で総理各国事務衙門は外務部に改められた。外務部の位置付けは「六部より上」とされ、その総理部事には奕劻が横滑りした。
- 同29年3月（1903年）に栄禄（ルンル）が死去すると、外務部総理部事兼任のまま軍機大臣に任命される。更にこの時期、財政処・練兵処を任される。また、御前大臣の任を解かれたが、この職は載振が引き継いだ。
- 同30年（1904年）2月、日露戦争が勃発すると、5月にロシアと清が結んだ露清密約を暴露して破棄。
- 同31年（1905年）12月22日、日本の外相・小村寿太郎と満州善後条約を締結。
- 同33年（1907年）、陸軍部（練兵処を改組）の総理となる。
- 同34年11月（1908年）、光緒帝・西太后が相次いで崩じた後、世襲罔替の親王となる。
- 宣統3年4月（1911年5月）に軍機処を廃止して内閣制に移行すると、初代の内閣総理大臣として慶親王内閣を組閣した。だがこの内閣は閣僚の多くが皇族・満洲人で占められていたため、皇族内閣として不人気だった。
- 同年8月19日（新暦10月10日）に武昌起義が起こると、9月26日（新暦11月16日）には慶親王内閣は瓦解した。後継総理には失脚していた袁世凱を呼び戻し、自らは皇帝の顧問的位置づけである弼徳院（中国語版）の総裁となった。後に袁世凱と共に、隆裕太后に宣統帝の退位を勧めた。
- 中華民国が成立すると、載振と共に巨額の私財を携えて天津のイギリス租界に移り住み、後に北京の西城区定阜街3号にある慶親王府（中国語版）に戻った。
- 1917年1月28日、慶親王府内（一説には青島[2]）で病死した。享年78。中華民国大総統の黎元洪は命令を出して、載振の慶親王位の世襲を許した。

## 家族

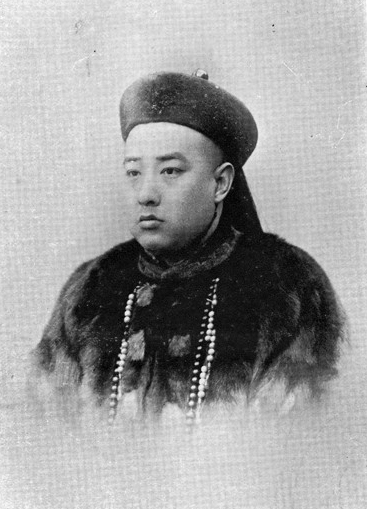
長男の载振

清の皇族は5人まで妻を持つことができたが、奕劻には6人の妻があった。このことからも彼が親王の中でも特別な地位にいたことが分かる。
6人の男子がいたが、三男・四男・六男は夭逝した。
- 長男：載振（中国語版）、母は第1側室のヘギャ（合佳）氏。1903年の第5回内国勧業博覧会出席のため来日した。
- 次男：載𢱿、母は第4側室のリウギャ（劉佳）氏
- 五男：載掄、母は第4側室のリウギャ（劉佳）氏 - 妻は山東巡撫の孫宝琦の娘。

この他に12人の女子がいたが、その中で三女・四女は常々西太后に付き従って遊んだり写真に写ったりしている。娘の1人は西太后の弟である承恩公桂祥（グイシャン）の息子に嫁いでいる。

## 評価
過去の評価は「愚昧な汚職官吏」というものであった。しかし奕劻は清末の新政においてどちらかと言えば積極的な推進派であり、例えば沈家本の法制度構築を支持したりしている。